# سایه بلند احشام
سایه بلند احشام، عنوان گزارشی بود که از سوی سازمان خواربار و کشاورزی ملل متحد (فائو) در سال ۲۰۰۶ منتشر گردید. بر طبق این گزارش، پرورش دام‌ها جهت استفاده بشر، عامل ایجاد ۱۸٪ از مجموع آلاینده‌ها و گازهای گلخانه‌ای می‌باشد. درصد مزبور، رقمی بیش از سهم وسایل نقلیه در سرتاسر جهان در تولید آلاینده‌ها و گازهای گلخانه‌ای را به خود اختصاص می‌دهد.